# Rząd Tadeusza Tomaszewskiego
Rząd Tadeusza Tomaszewskiego – gabinet pod kierownictwem premiera Tadeusza Tomaszewskiego, sformowany 7 kwietnia 1949. Istniał do dnia 10 sierpnia 1950 r., czyli do śmierci premiera.

## Skład rządu
- Tadeusz Tomaszewski (ZPS) – prezes Rady Ministrów, kierownik Ministerstwa Skarbu i kierownik Ministerstwa Sprawiedliwości
- Mieczysław Sokołowski – kierownik Ministerstwa Spraw Zagranicznych
- gen. bryg. dr Roman Odzierzyński – minister obrony narodowej i kierownik Ministerstwa Spraw Wewnętrznych
- Zygmunt Rusinek (SL "Wolność") – minister (do 20 lipca 1949 r.)

## Zmiany w składzie rządu
- 20 lipca 1949 r. – Zygmunt Rusinek – minister dla spraw obywateli polskich na obczyźnie
- 11 sierpnia 1950 r. – gen. bryg. dr Roman Odzierzyński – minister obrony narodowej, kierownik Ministerstwa Spraw Wewnętrznych plus dodatkowo: kierownik Ministerstwa Skarbu i kierownik Ministerstwa Sprawiedliwości

W związku ze śmiercią premiera Tadeusza Tomaszewskiego w dniu 10 sierpnia 1950 roku, Prezydent RP mianował pełniącym obowiązki Prezesa Rady Ministrów w dniu 11 sierpnia 1950 r. gen. bryg. dr Romana Odzierzyńskiego.